# Suikerrietplantage

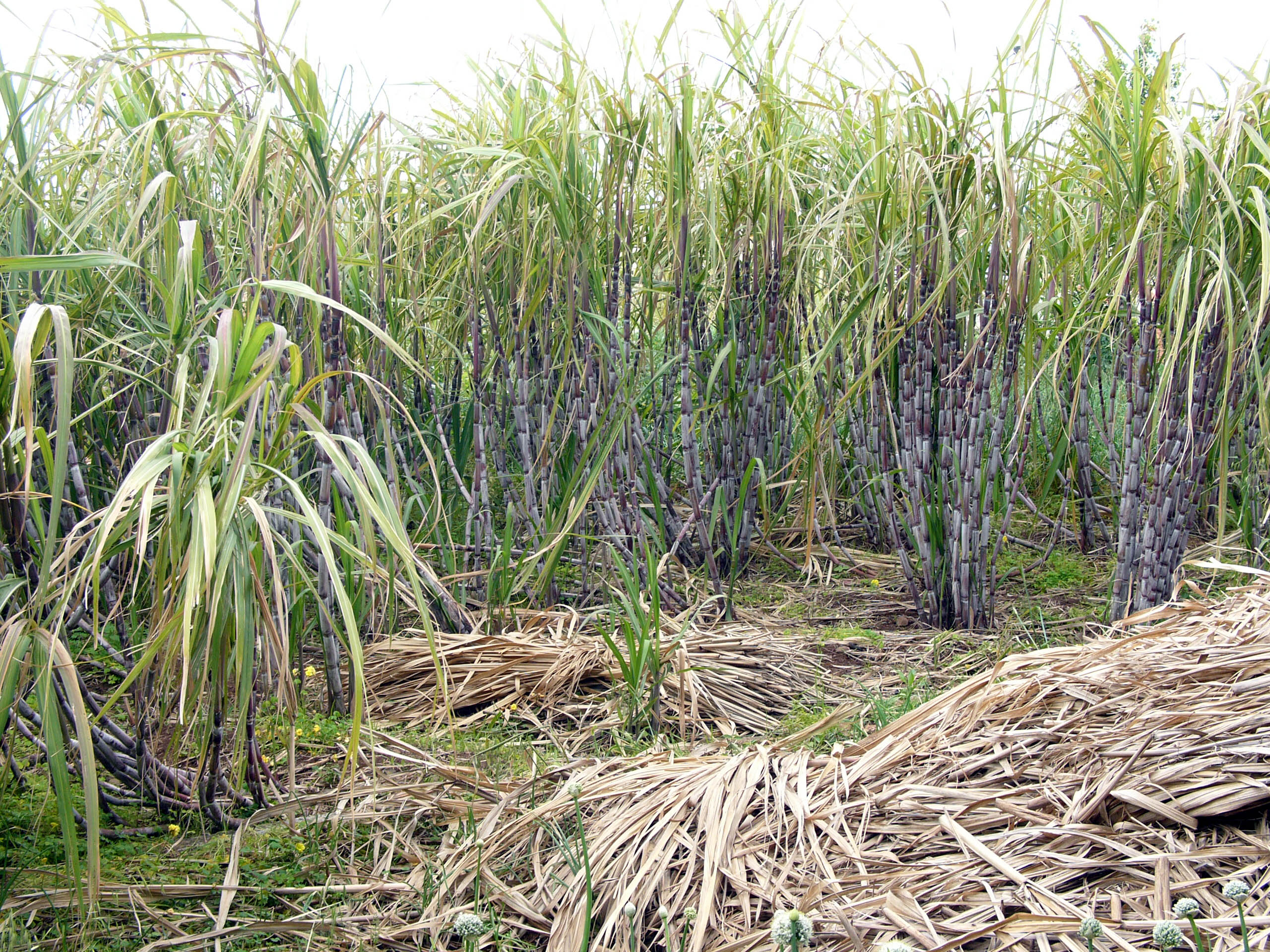
Suikerrietplantageveld in Madeira

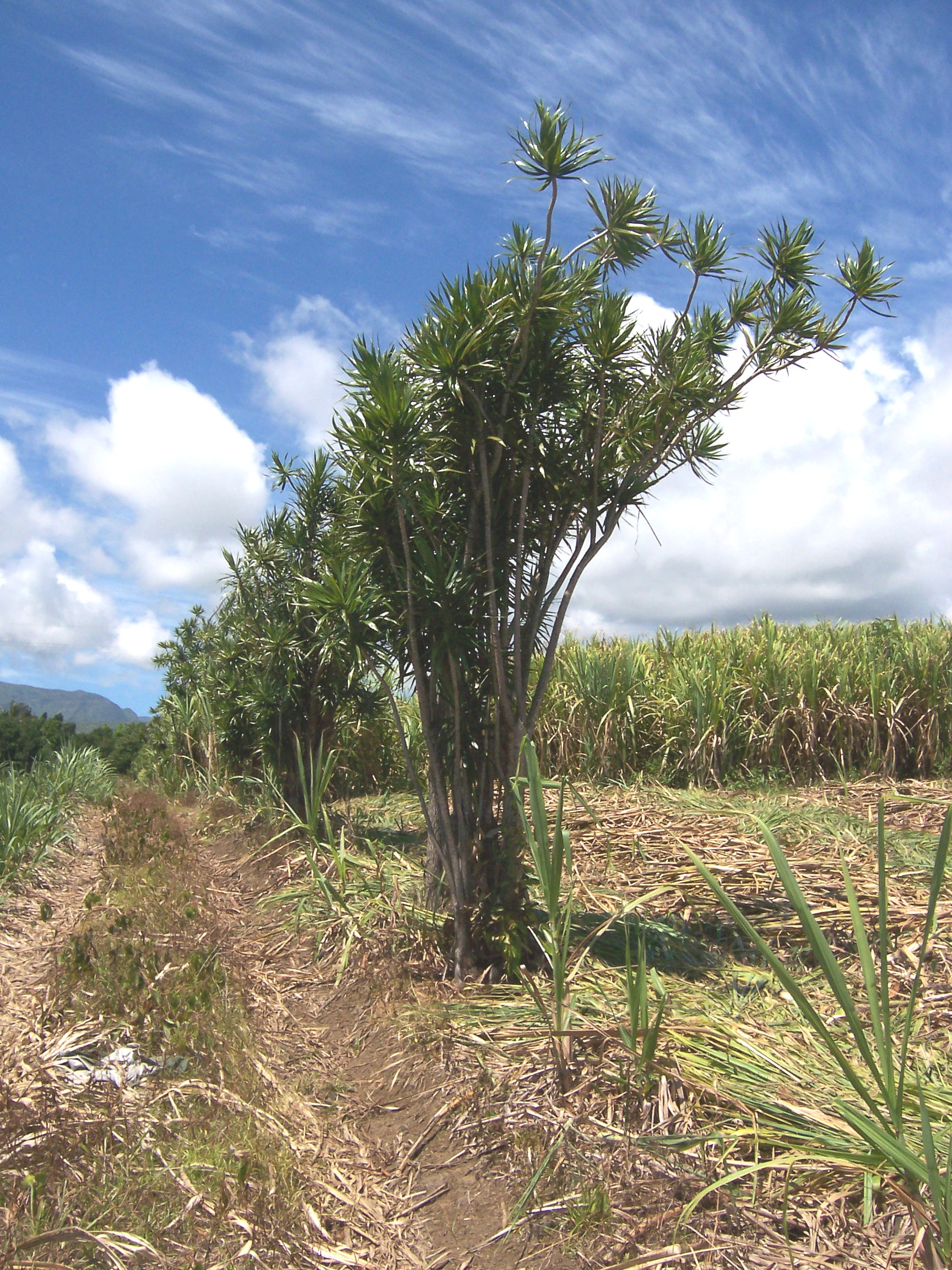
Suikerrietplantageveld met dracaena's als markeringslijn in Réunion nabij Saint-Benoît

Een suikerrietplantage is een plantage waar suikerriet wordt verbouwd. Ze zijn er in meer dan honderd landen. Het totale plantageoppervlak wereldwijd bedraagt zo'n 130.000 km². Door het gebruik van rietsuiker als grondstof voor biobrandstof neemt de productie in Zuid-Amerika nog toe.

## Geschiedenis

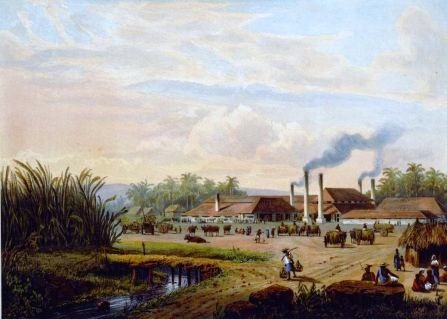
De suikerfabriek Pangka; Residentie Tagal op Java eind 19e eeuw

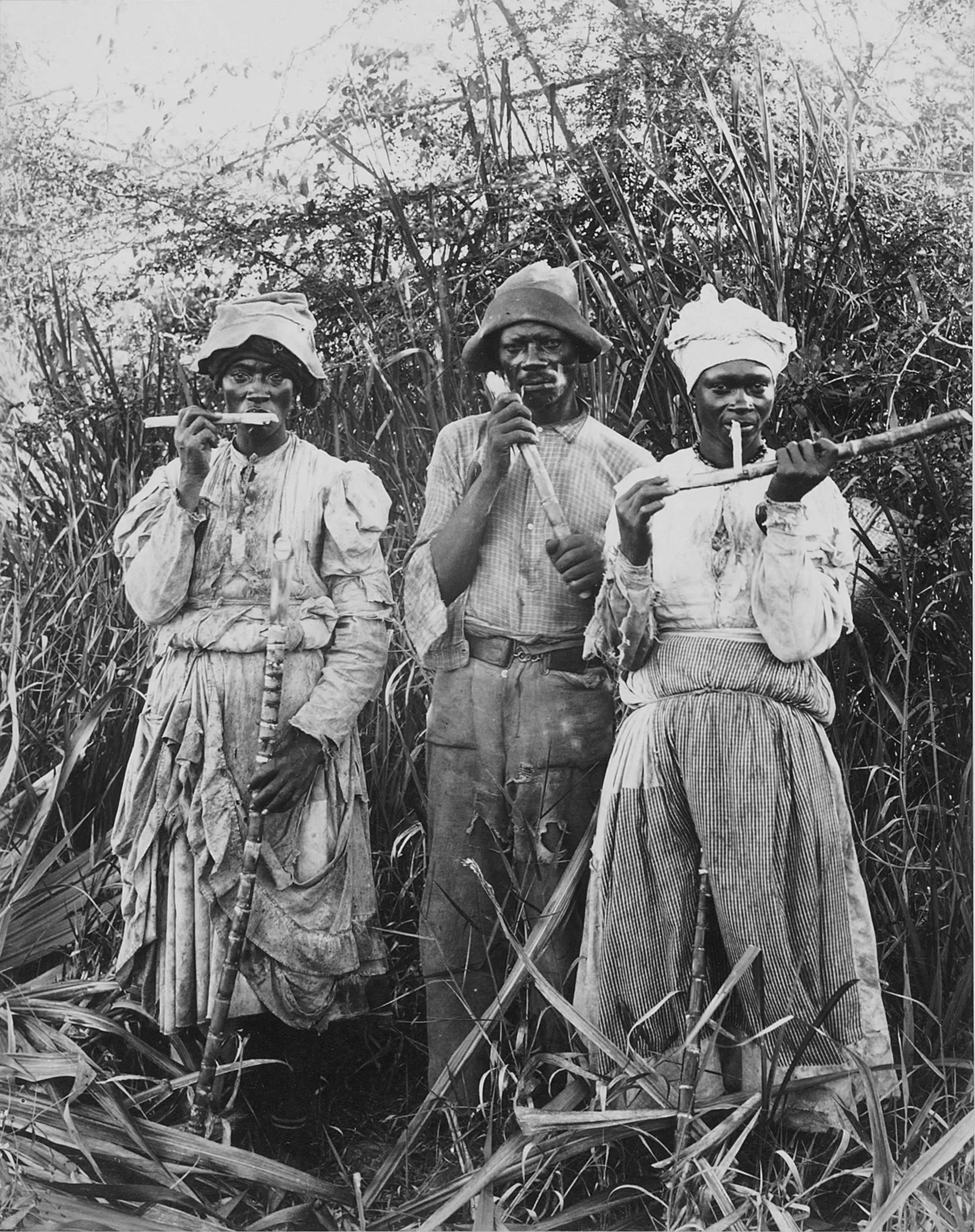
Suikerrietsnijders in Jamaica in de jaren 80 van de 19e eeuw

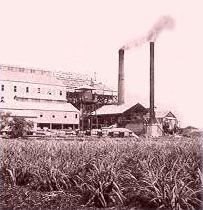
Suikerrietplantage met fabriek op Maui in Hawaï in 1850

Suikerfabriek op plantage in Pernambuco in Brazilië ca. 1950

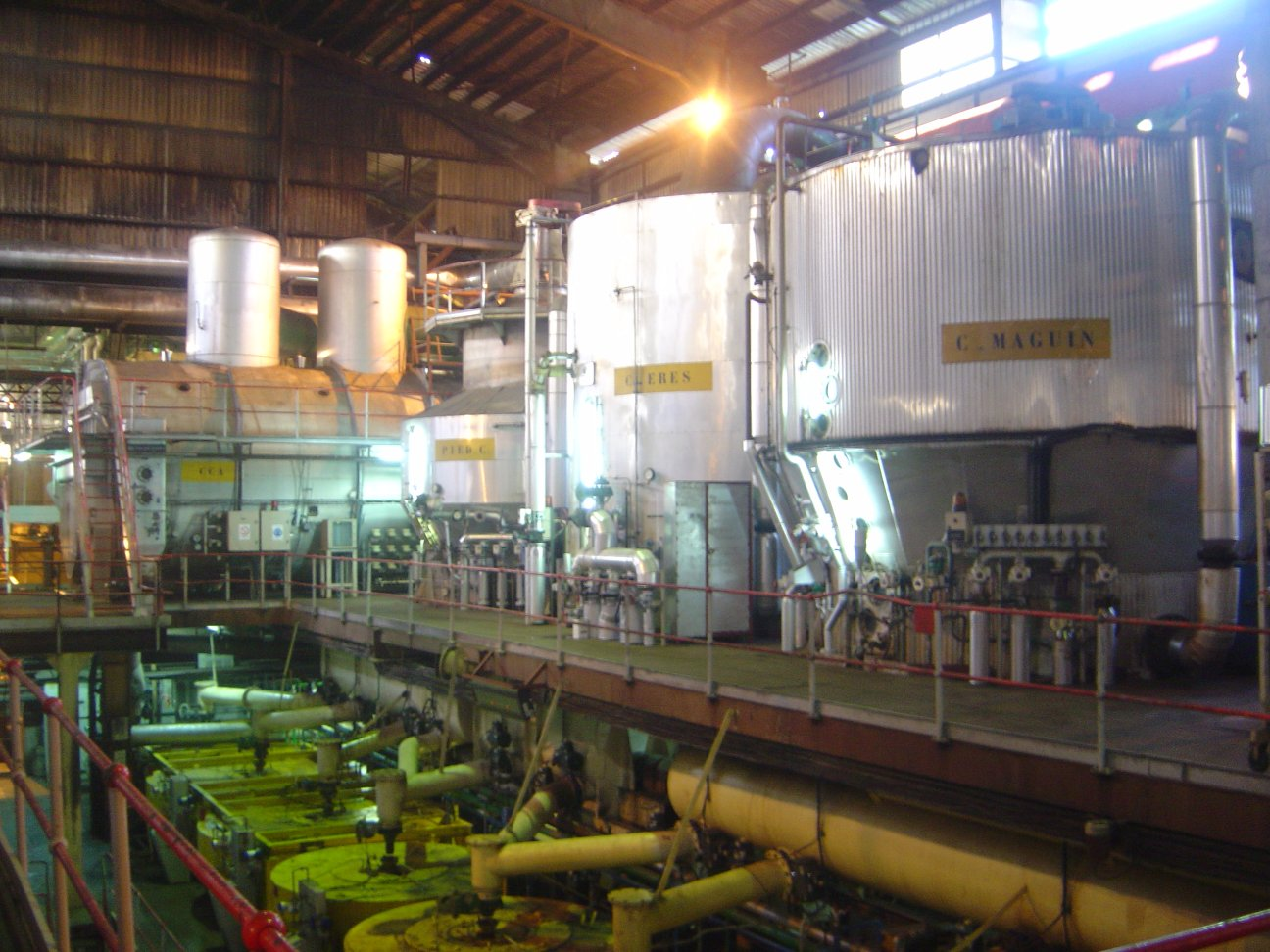
Verdampingstanks en centrifuges in de suikerfabriek Bois-Rouge op La Réunion

Suikerrietplantages als monocultuur ontstonden voor het eerst op kleine schaal in India waar het riet in de prehistorie naartoe werd gebracht vanuit Indonesië. Rond 500 v.Chr. begon men in India met het verbouwen van de plant op aangelegde percelen, plantages. Sap uit de rietstengels werd door koken ingedikt waarbij een vaste zoete stof genaamd rietsuiker ontstond die lang kon worden bewaard.

### Europa en Caraïben
Het verbouwen van suikerriet was al bekend ten tijde van Alexander de Grote (4e eeuw v.Chr.). In Europa was voor het eerst sprake van suikerrietplantages toen in de vroege middeleeuwen de kennis van de verbouw van de plant door de Arabieren werd meegenomen naar gebieden rond de Middellandse Zee. In de vijftiende eeuw waren er verspreid suikerplantages te vinden in de klimatologisch daarvoor geschikte gebieden. De Republiek Venetië zette slaven in op Kreta en Cyprus om daar met vanuit Syrië overgenomen technieken suikerrietplantages te exploiteren. Dezelfde technieken werden later door de Portugezen gebruikt op Madeira. In de zestiende en zeventiende eeuw werd de suikerteelt ook aangevangen in Europese koloniën in het Caraïbisch gebied en Brazilië. Daar was het mogelijk grotere plantages te stichten. Het zware werk van land ontginnen, oogsten en verwerken in suikermolens werd er gedaan door slaven die vaak door slavenhandelaren uit West-Afrika gehaald werden. Suikerrietplantages die afhankelijk waren van slavenarbeid bevonden zich ook in de Nederlandse kolonie Suriname. Cuba is in de Caraïben anno 2000 de grootste rietsuikerproducent.

### VOC en Nederlands-Indië
Ten tijde van de Vereenigde Oostindische Compagnie (VOC) werden er rond Batavia al snel suikerrietplantages aangelegd. De suikermolens daar waren grotendeels in handen van Chinezen. Een van de eersten was de ondernemer Jan Con. Na de grote moordpartij op de Chinezen daar in 1740 stortte de suikerteelt in. Pas door verplichtingen opgelegd aan de inlandse bevolking in het kader van het zogenoemde cultuurstelsel uit 1830 zou de teelt weer opbloeien. Na 1870 vond er geleidelijk privatisering plaats. In de twintigste eeuw werd er op Java na Cuba nog steeds de meeste suiker ter wereld verbouwd.

## Opzet en productie
Suikerrietplantages zijn te vinden in de tropische of subtropische klimaatzones waar jaarlijks minimaal 2000 millimeter regen valt. Vermeerdering van planten geschiedt door stamstekken die met de hand uitgeplant worden. Van een stekplant kunnen per seizoen op de plantage verschillende keren scheuten worden geoogst wat meestal met de hand gebeurt, maar soms mechanisch. Op plantages zonder irrigatie is de cultivatieperiode meestal drie maanden per jaar. Alleen op plantages in Colombia en op plantages met irrigatie kan men het jaar rond oogsten.

### Verwerking
Het suikerriet wordt op de plantage in speciale fabrieken verwerkt waardoor ruwe suiker ontstaat. Deze wordt via raffinage gezuiverd. In de fabriek, die historisch meestal deel uitmaakte van de plantage maar tegenwoordig ook soms elders is te vinden, worden de rietscheuten gesneden en geplet waardoor er suikersap uitkomt. Dit sap wordt verzuurd met limoensap en hierna wordt in een evaporator het vocht verwijderd en ontstaat na een vacuümbehandeling suiker.

### Vacuümpan
Edward Charles Howard (1774 -1816) vond in 1812 de vacuümpan uit en kreeg er patent op. Het apparaat was gebaseerd op een al lang bekend verschijnsel, namelijk dat bij een lagere druk het kookpunt van vloeistoffen lager ligt. Het voordeel van de vacuümpan is dat er veel minder suiker verloren gaat door inversie en dat de gemiddelde kwaliteit van het product hoger is dan bij een open-pannensysteem. Het indikken verloopt bovendien sneller, zodat een grotere productie per dag mogelijk is. De pan is feitelijk een met een deksel hermetisch gesloten vat waarin de suikeroplossing onder lage druk wordt gekookt. Door de drukverlaging wordt het kookpunt verlaagd, daardoor is er minder energie nodig. Het water verdampt en wordt afgevoerd en de suikerkristallen blijven achter. Het suikerwater wordt gelijkmatig aan de kook gebracht door een buizenstelsel in de oplossing waardoor stoom wordt geperst.
Dit systeem werd vanaf 1850 in Suriname bijvoorbeeld gebruikt op de plantages Catharina Sophia, Alliance, Rust en Werk, Mariënburg, Voorburg, Hazard, Meerzorg en Waterloo.

### Warmtewisselaar
In het proces van Howard wordt het verdampte water afgevoerd, en niet verder gebruikt. Dit energieverspilling, want in de waterdamp is veel van de energie van de geproduceerde stoom opgeslagen. Na afloop van Howard's patent in 1828 werden daarom verschillende pogingen ondernomen om het proces energie-efficiënter te maken. Omstreeks 1837 presenteerden de Fransen Charles Derosne en Jean-François Cail hun systeem "à double effet". Zij gebruikten de afgewerkte waterdamp om met een warmtewisselaar nieuwe suikerstroop op te warmen, voordat deze in de vacuümpan kwam. De stroop moest zuiver zijn om inwendige aanslag op het leidingwerk te voorkomen, en werd daarom gezuiverd in speciale filters, eveneens een uitvinding van Derosne en Cail.

### Centraalfabiek
De firma Derosne & Cail verrichtte baanbrekend werk bij de industrialisatie van de suikersector. Vanaf ca. 1835 bood zij haar klanten een complete fabriekslijn aan, vanaf de eerste pers tot de laatste centrifuge. Het waren grote fabrieken omdat slechts een grote productie de investeringen rendabel kon maken. Zo ontstond het systeem van de centraalfabriek, waar de rietverwerking van alle omliggende plantages plaatsvond.
In Suriname werd in 1843 een fabriek van Derosne & Cail opgezet op Catharina Sophia. In 1850 werd een centraalfabriek opgezet op Rust en Werk. De naastgelegen plantages Johan Margaretha, Maasstroom en Berlijn lieten hun suikerriet daar verwerken. Mariënburg was een andere centraalfabriek. Er waren contracten met Zoelen, Voorburg en Suzanna's Daal.